# باشگاه فوتبال بورنهام رامبلرز
باشگاه فوتبال بورنهام رامبلرز (به انگلیسی: Burnham Ramblers Football Club) یک باشگاه فوتبال در شهر بورنهام اون کراوچ، کشور انگلستان است که در سال ۱۹۰۰ میلادی تأسیس شده‌است.